# Laura Tonke
Laura Tonke (Berlijn, 14 april 1974) is een Duitse actrice.

## Biografie
Laura Maori Tonke werd in 1974 geboren in Berlijn als dochter van de filmacteur Michael Tonke. Ze studeerde tot 1996 theaterwetenschappen in Berlijn. Op zeventienjarige leeftijd debuteerde ze als actrice in de speelfilm Ostkreuz. Daarna volgde een aantal rollen in diverse speelfilms, televisieseries en -films. Tussendoor werd ze ook geboekt als model in enkele modetijdschriften. Sinds 2007 is Tonke actief bij het theatercollectief Gob Squad in de Volksbühne in Berlijn en in andere theaters.
In 2000 kreeg ze de Lilli-Palmer-und-Curd-Jürgens-Gedächtniskamera voor meest beloftevolle actrice en voor haar rol in Baader werd ze in 2013 genomineerd voor de Deutscher Filmpreis voor beste vrouwelijke bijrol. In 2016 behaalde Tonke twee Deutscher Filmpreise, zowel voor beste actrice (Hedi Schneider steckt fest) als voor beste vrouwelijke bijrol (Mängelexemplar). In hetzelfde jaar ontving ze de Preis der deutschen Filmkritik in de categorie "beste actrice", eveneens voor Hedi Schneider steckt fest.

## Filmografie
- 1991: Ostkreuz
- 1994: Mach die Musik leiser
- 1995: Die Tour
- 1996: Gnadenlos - Zur Prostitution gezwungen
- 1997: Schimanski: Die Schwadron
- 1997: Winterschläfer
- 1997: Silvester Countdown
- 1997: Silber und Gold
- 1997: Polizeiruf 110: Über den Tod hinaus (politieserie)
- 1997: Tatort: Bierkrieg (politieserie)
- 1998: Just Married
- 1998: Der Pirat
- 1998: Angel Express
- 1999: Klemperer – Ein Leben in Deutschland (televisieserie)
- 1999: St. Pauli Nacht
- 1999: Gangster
- 1999: Drachenland
- 1999: Bittere Unschuld
- 1999: Ein starkes Team: Die Natter (televisiefilm)
- 1999: Der Mörder meiner Mutter
- 2000: Donna Leon - Vendetta (televisieserie)
- 2000: Dich schickt der Himmel
- 2000: Wolfsheim
- 2000: Tatort: Von Bullen und Bären (televisiefilm)
- 2000: Ebene 9
- 2001: Herz
- 2001: Junimond
- 2002: Pigs Will Fly
- 2002: Baader
- 2002: Schleudertrauma
- 2003: Doppelter Einsatz – Einer stirbt immer
- 2003: Hamlet X
- 2004: Farland
- 2004: Wedding
- 2005: Falscher Bekenner
- 2005: Im Schwitzkasten
- 2005: Warum Ulli sich am Weihnachtsabend umbringen wollte
- 2007: Contergan
- 2007: Der letzte Zeuge - Unter Schwestern
- 2007: Tatort: Tödliche Habgier (televisiefilm)
- 2007: Tarragona – Ein Paradies in Flammen
- 2007: After Effect
- 2008: Der Bergdoktor - Familienbande (televisieserie)
- 2008: Kommissar Stolberg - Irrlichter (televisieserie)
- 2009: Viva Europa!
- 2010: Eine flexible Frau
- 2010: KDD – Kriminaldauerdienst (televisieserie, 7 afleveringen)
- 2010: Bedways
- 2010: Tatort: Schlafende Hunde (televisiefilm)
- 2010: Madly in Love – Verrückt vor Liebe
- 2011: Das Duo – Der tote Mann und das Meer (televisiefilm)
- 2012: Marie Brand und das Lied von Tod und Liebe (televisiefilm)
- 2013: Tatort: Mord auf Langeoog
- 2013: Mord in den Dünen
- 2014: Polizeiruf 110: Familiensache (televisiefilm)
- 2014: Worst Case Scenario
- 2014: Tatort: Vielleicht (televisiefilm)
- 2014: Neben der Spur – Adrenalin (televisiefilm)
- 2015: Der Lack ist ab - #cannabis
- 2015: Weinberg (televisieserie, 6 afleveringen)
- 2015: Hedi Schneider steckt fest
- 2015: Der Staat gegen Fritz Bauer
- 2016: Die Toten vom Bodensee - Stille Wasser
- 2016: Mängelexemplar
- 2016: Tatort: Narben (televisiefilm)
- 2017: Axolotl Overkill
- 2017: Tatort: Der scheidende Schupo
- 2017: Sommerhäuser
- 2017: Zwei im falschen Film
- 2018: Bist du glücklich? (televisiefilm)
- 2018: So viel Zeit
- 2019: TKKG
- 2019: Totgeschwiegen (televisiefilm)
- 2019: Mein Lotta-Leben – Alles Bingo mit Flamingo!
- 2020: Tatort: Tschill Out
- 2020: Tatort: Lass den Mond am Himmel stehn
- 2020: Sløborn (televisieserie, 8 afleveringen)
- 2020: Polizeiruf 110: Der Verurteilte
- 2020: Kein einfacher Mord (televisiefilm)
- 2021: Letzte Spur Berlin – Nähe
- 2021: Löwenzahn: Familie – Der bunte Haufen
- 2022: A E I O U – Das schnelle Alphabet der Liebe
- 2022: Mein Lotta-Leben: Alles Tschaka mit Alpaka!
- 2022: Jenseits der Spree – Wertstoff
- 2022: Kranitz – Bei Trennung Geld zurück (televisieserie, 1 aflevering)
- 2023: Caveman
- 2023: Wann wird es endlich wieder so, wie es nie war
- 2023: Maret

## Prijzen en nominaties
De belangrijkste:
| Jaar | Prijs               | Categorie                                                                               | Film                                                                                    | Uitslag  |
| ---- | ------------------- | --------------------------------------------------------------------------------------- | --------------------------------------------------------------------------------------- | -------- |
| 2016 | Deutscher Filmpreis | Beste vrouwelijke hoofdrol                                                              | Hedi Schneider steckt fest                                                              | Gewonnen |
| 2016 | Deutscher Filmpreis | Beste vrouwelijke bijrol                                                                | Mängelexemplar                                                                          | Gewonnen |
| 2000 | Goldene Kamera      | Lilli-Palmer-und-Curd-Jürgens-Gedächtniskamera (voor meest beloftevolle acteur/actrice) | Lilli-Palmer-und-Curd-Jürgens-Gedächtniskamera (voor meest beloftevolle acteur/actrice) | Gewonnen |

## Muziekvideo's
- 2003: Ich bin müde von Fettes Brot
- 2008: 3 Millionen van Bosse
- 2008: Was hat die Zeit mit uns gemacht van Udo Lindenberg
- 2009: Liebe ist leise von Bosse
- 2009: Nathalie van Rummelsnuff
- 2019: Hallo Hometown van Bosse

## Theater / Prestaties
- 2007: Gob Squad’s Kitchen, Volksbühne Berlin im Prater
- 2007: Forever Young, Frank Castorfs bewerking van Tennessee Williams’ Süßer Vogel Jugend
- 2008: Saving the World, met Gob Squad in Hamburg, Berlin, Wien, Mannheim
- 2010: Revolution Now! met Gob Squad, Volksbühne Berlin
- 2012: Dancing About met Gob Squad, Roter Salon der Volksbühne Berlin
- 2016: War and Peace met Gob Squad, Volksbühne Berlin
- 2020: Show Me A Good Time met Gob Squad, Hebbel am Ufer (HAU) Berlin – uitgenodigd voor het Berlijnse Theatertreffen 2021

## Documentaire film
- Mädchen am Sonntag. Filmportret, Deutschland, 2005, 79 Min., Regie: RP Kahl, Interviews met de actrices Laura Tonke, Katharina Schüttler, Inga Birkenfeld, Nicolette Krebitz.